# Boussac (Creuse)
Boussac é uma comuna francesa na região administrativa da Nova Aquitânia, no departamento de Creuse. Estende-se por uma área de 1,48 km². Em 2010 a comuna tinha 1 273 habitantes (densidade: 860,1 hab./km²).